# Bristol (contea di Bucks)
Bristol  è una township degli Stati Uniti d'America, nella contea di Bucks nello Stato della Pennsylvania. Secondo il censimento del 2010 la popolazione è di 54.582 abitanti.

## Società

### Evoluzione demografica
La composizione etnica vede una maggioranza di quella bianca (86,13%), seguita dagli afroamericani (8,45%) dati del 2000.
| township di Bristol Popolazione |        |
| 2000                            | 55.521 |
| 2010                            | 54.582 |